# 冷石·史蒂夫·奧斯汀
史蒂芬·詹姆士·威廉斯（英語：Steven James Williams，1964年12月18日—），是美國退休職業摔角選手、演員，個人所採用較廣為人知的擂台名稱為「冷石·史蒂夫·奧斯汀」（英語：Stone Cold Steve Austin），他是世界摔角娛樂史上唯一一位皇家大戰3次優勝者，於2009年入選世界摔角娛樂名人堂，目前擔任世界摔角娛樂（WWE）旗下節目「Broken Skull Sessions」的主持人。
是曾奪下多次WWF/E冠軍的名人堂選手。代表風格為亦正亦邪、愛舉中指挑釁、及喝啤酒慶祝比賽勝利的光頭硬漢形象，是當時名氣最大的招牌台柱。

## 經歷

### 早年
奧斯汀出生於德州的維多利亞市，原先個人本名是「史蒂芬·詹姆士·安德森」（Steven James Anderson），之後在母親另外嫁人時改名為「史蒂芬·詹姆士·威廉斯」。
在學生時期的奧斯汀，曾在就讀高中及大學期間靠著在美式足球比賽的表現上、獲得貼補的獎學金。

### 摔角手生涯

#### 初期
在奧斯汀立志在成為摔角手後，他選擇進入了克里斯·亞當斯所成立的摔角學校。此期間參加過WCCW（World Class Championship Wrestling）聯盟的比賽，

#### WCW聯盟
1990年奧斯汀離開USWA，改加入WCW聯盟。首次在WCW拿下的頭銜則是於1991年6月3日擊敗鮑比·伊頓所得到的WCW世界電視冠軍。
之後在1992年奧斯汀加入由保羅·黑門所成立的摔角團體「危險聯盟」（Dangerous Alliance），此期間奧斯汀的賽事多安排在爭奪、防衛WCW世界電視冠軍的內容上。在同年秋季，奧斯汀則離開危險聯盟，改與「死亡醫生」史蒂芬·威廉斯搭檔參加各種雙打比賽。
1993年奧斯汀改與布萊恩·皮爾曼搭檔，組成名為「好萊塢金髮碧眼男」（The Hollywood Blonds）的雙打組合後，奪得了WCW雙打冠軍，並曾保持冠軍頭銜長達5個月之久。之後因布萊恩·皮爾曼受傷勢長期缺席，奧斯汀才轉向加入由羅伯特·富勒領軍的反派摔角組合團體「Stub Stable」。同年12月的WCW付費節目《Starrcade》大賽上，奧斯汀擊敗了達斯汀·羅德斯、贏得了WCW美國重量級冠軍腰帶。
緊接1994年8月奧斯汀在輸掉WCW美國重量級冠軍腰帶後，隨後幾次再次挑戰冠軍腰帶結果皆不順利。1995年年初奧斯汀開始飽受膝傷困擾，加上同年前往日本參加新日本的巡迴比賽時表現不佳，而被WCW聯盟副總裁艾瑞克·比紹夫認為不夠具備可培育的摔角明星資質所解僱。

#### ECW聯盟
被WCW炒魷魚的奧斯汀，之後在先前曾在WCW擔任他隨行經理的保羅·黑門聯繫下，加入了ECW聯盟。當時因奧斯汀的膝傷未痊癒，保羅·黑門起初安排他擔任節目比賽中的訪問記者一職。
此期間奧斯汀慢慢培養出數年後他在WWF/E節目中的「冷石·史蒂夫·奧斯汀」角色風格，並曾在傷後參加了幾場ECW重量級冠軍的比賽。

#### WWE/F聯盟

##### 擂台大師
過了1995年，WWF（WWE）聯盟老闆文斯·麥馬漢在節目人員吉姆·羅斯及聯盟選手凱文·奈許的介紹下，將奧斯汀簽入到WWF中。
來到WWF的奧斯汀開始將頭上的長髮剃掉，以「擂台大師」（The Ringmaster）作為新的個人擂台名稱，並由泰德·迪比亞西(英文：Ted DiBiase)一世擔任他的隨行經理。當時除了泰德·帝比亞斯安排奧斯汀讓他成為第四任「百萬冠軍」（Million Dollar Championship）的頭銜優勝者外，奧斯汀也在同年的重頭節目第12屆《摔角狂熱》大賽上的單打比賽獲得勝利。隨後奧斯汀開始慢慢將個人選手名改成「冷石·史蒂夫·奧斯汀」。

##### 奧斯汀 3：16

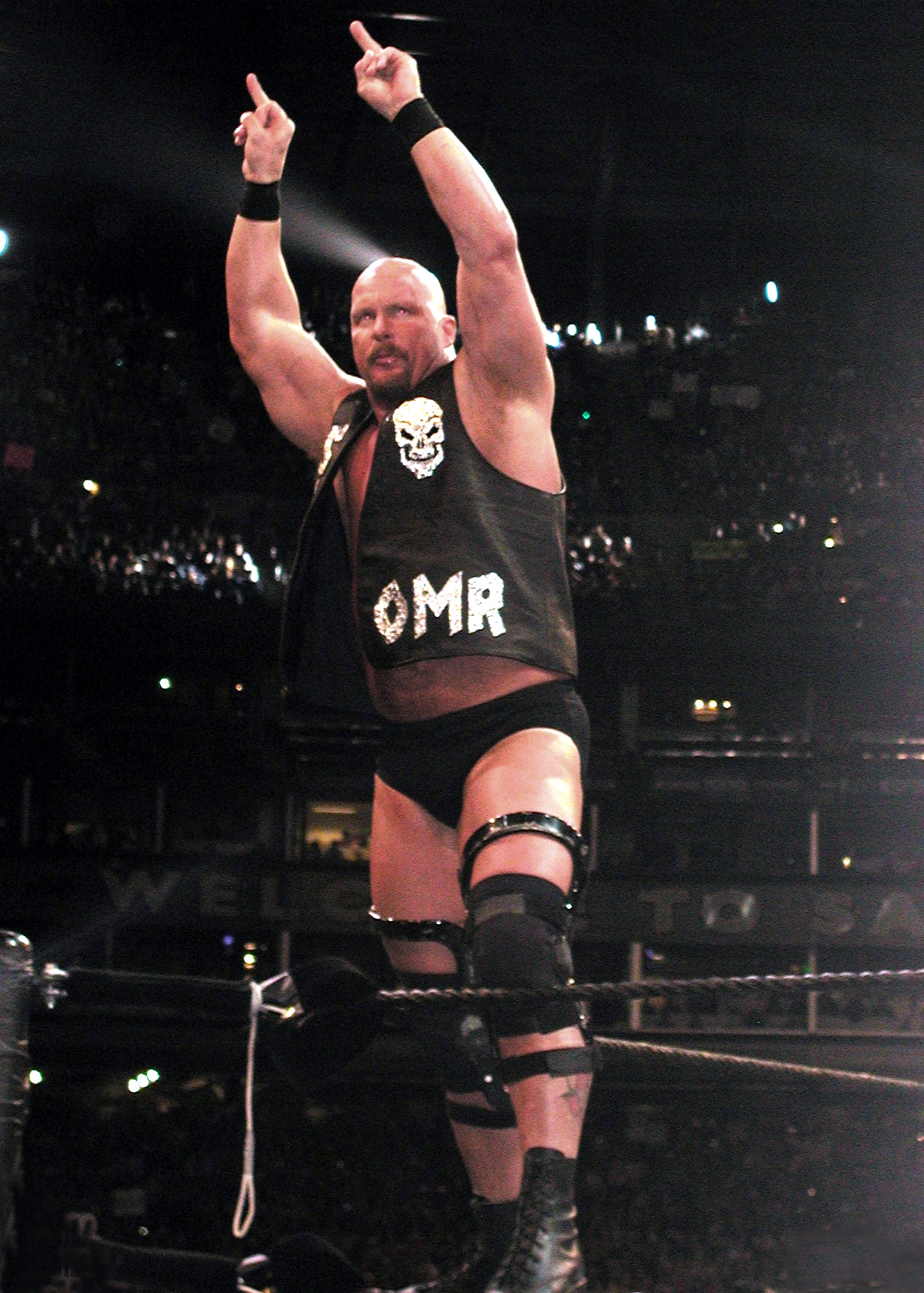
豎起中指向觀眾示意為奧斯汀節目上的招牌動作之一。

1996年奧斯汀參加第10屆《擂台之王》競賽時，在比賽中將原先由另一摔角手吉米·蓋文所使用的招式「911」；改名成「扣頸斷頭台」（Stunner）於節目中發表使用。之後奧斯汀最後在比賽中擊敗「大蛇」傑克·羅伯特、成為大賽的優勝者，而他的名氣與個人代表終結技扣頸斷頭台也開始引人矚目。
因當時在擂台之王上輸給奧斯汀的傑克·羅伯特，在WWF節目上安排的角色定位是一名曾經酗酒、之後改悔虔誠信教的人物。在擂台之王比賽結束後，幕後製作小組便讓奧斯汀在節目上發表與一段與傑克·羅伯特對嗆的台詞：
|  | 你只會在這兒一邊按著聖經、一邊訴說著你的禱告，結果到最後你連啥屁都辦不了…你就只會講著關於詩篇、關於約翰福音第3章第16節的東東……那我告訴你奧斯汀福音第3章第16節的宗旨就是我要狠扁你一頓！（You sit there and you thump your Bible, and you say your prayers, and it didn't get you anywhere! Talk about your psalms, talk about John 3:16... Austin 3:16 says I just whipped your ass!） |

之後WWF聯盟以「奧斯汀 3：16」為標語噱頭推出的週邊商品熱賣，而「奧斯汀 3：16」也因此成為奧斯汀的代表外號之一。
隨著奧斯汀在摔迷間的聲勢高漲，節目開始安排他與另一一線摔角明星「殺手」布雷特·哈特發展對抗的劇情。但隨著多次巡迴演出奧斯汀的膝傷開始發作，之後更在1997年第11屆《夏日衝擊》與布雷特·哈特的弟弟欧文·哈特的比賽中严重受伤。当时欧文·哈特對奧斯汀施展招式倒哉蔥撞擊時因角度沒抓好，讓奧斯汀頭部著地時出現幾近昏厥癱瘓的狀態，隨後在勉強支撐的情況下才草草完成節目比賽。而奧斯汀也因頸部傷勢關係此暫無法參加每月舉辦一些的大賽。
與布雷特·哈特之間的劇情結束後，奧斯汀在節目上的劇情改面對由羅恩·西蒙斯(英文：Ron Simmons)領軍的「獨裁者王國」（Nation of Domination）。當時隸屬獨裁者王國最年輕成員的巨石強森在節目上偷走了奧斯汀保有的洲際冠軍腰帶，不過隨後在1997年12月的大賽《D-Generation X: In Your House》中奧斯汀擊敗巨石強森、成功奪回個人腰帶。

##### 與文斯·麥馬漢對抗
1997年9月22日的WWF週一節目《Monday Night Raw》上，有著布雷特·哈特的弟弟歐文·哈特與奧斯汀對嗆的情節，當時聯盟老闆文斯·麥馬漢在節目上扮演解圍人，但最後反被挨了奧斯汀的招式扣頸斷頭台。此橋段則為往後一連串的「亦正亦邪角色奧斯汀 vs 壞老闆文斯·麥馬漢」的戲碼揭開了序幕。
自1997年11月布雷特·哈特跳槽到WCW後，WWF便改主打奧斯汀、及「傷心小子」尚恩·麥可為首的團體「D-Generation X」為節目重頭戲角色。其中奧斯汀與文斯·麥馬漢對抗的戲碼包含讓拳擊手麥克·泰森介入倆人之間的紛爭、或是1998年第12屆《擂台之王》（King of the Ring）中文斯·麥馬漢暗算奧斯汀他與肯恩的比賽，以及奧斯汀氣不過跑去綁架、恐嚇文斯·麥馬漢等等五花八門情節。
之後1998年11月，文斯·麥馬漢成立了以他為首的反派摔角團體「公司幫」（The Corporation），當中的成員包含了聯盟欲捧紅的下一個明星巨石強森。之後隔年起節目上開始出現奧斯汀與巨石強森之間互相挑釁對抗的戲碼，其中三月的年度大賽第15屆《摔角狂熱》最後重頭戲便是他們倆人的無取消資格限制的一對一比賽。但在當年秋季，奧斯汀因頸傷關係，暫時離開了節目演出。

##### 反派時期

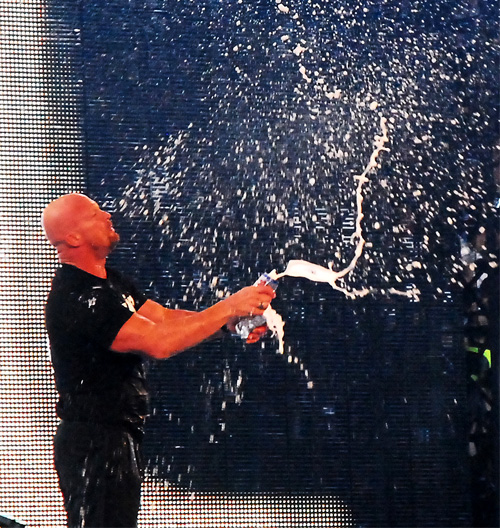
喝啤酒慶祝是奧斯汀在節目上常出現的戲碼。

奧斯汀在2000年4月第2屆的《爆裂震撼》大賽上，以亂入的形式出現在巨石強森及Triple H的比賽，以後在9月第3屆《殺無赦》節目上正式宣告復出。
之後奧斯汀贏得2001年第17屆摔角狂熱中與巨石強森的一對一比賽後，開始轉換成個性不可理喻、對老闆文斯·麥馬漢有非分之情的反派角色。其中在4月與Triple H合組成名為「威力勁旅」（Power Trip）、為此期間節目上頭號反派組合，該時期中重要的賽事包括在第3屆的《爆裂震撼》大賽面臨送葬者與肯恩合組的「破壞兄弟」（Brothers of Destruction）、以及6月第3屆《末日審判》裡克里斯·傑利可與克里斯·班瓦的雙打冠軍防衛賽挑戰。
緊接著當年夏季因WCW與ECW聯盟的收視不敵WWF而雙雙被收購，當時節目幕後製作小組發展出讓WWF老闆文斯·麥馬漢保有WWF旗下選手權利，而他的兒子辛恩·麥馬漢及女兒史蒂芬妮·麥馬漢則分別擁有WCW、ECW選手的家族成員為了權力起內鬨的新劇情，而奧斯汀當時成為節目上WWF一幫選手的精神領袖。但隨後沒多久奧斯汀上演背叛戲碼，變成由WCW與ECW選手合組的團體「聯盟軍」（The Alliance）的領袖，此期間奧斯汀定位為自視甚高、眼紅聯盟軍中選手「R.V.D」羅伯·凡·達姆人氣的不得成員信賴首領。

##### 再次轉正
2001年12月第1屆《致命復仇》裡，奧斯汀在冠軍角逐賽最後一場面對到克里斯·傑利可，但之後被文斯·麥馬漢及他的打手Booker T亂入干擾、輸掉了比賽。之後節目小組安排奧斯汀氣不過Booker T的干涉，推出一連串與Booker T在教堂、賓果遊樂場、超市等外頭場景大戰的新劇情，此期間奧斯汀也慢慢轉回先前亦正亦邪、看不慣壞老闆文斯·麥馬漢作風的硬漢形象。
之後2002年年初，WWF簽下先前WCW頭號摔角團體「n.W.o」的元老成員霍克·霍肯、凱文·奈許、史考特·霍爾三人，奧斯汀則在3月的第18屆《摔角狂熱》上、安排與史考特·霍爾一場對戰。
但在2002年6月，奧斯汀私下與他的妻子黛布拉·馬薛爾發生爭執，加上認為節目小組想安排一個對他而言不適合的節目劇情而想離開聯盟。老闆文斯·麥馬漢及奧斯汀的朋友節目播報員吉姆·羅斯認為已無法說服奧斯汀改變心意，便接受他離開一事。而奧斯汀的週邊商品在他離開時仍持續熱賣，但因聯盟當時不確定奧斯汀是否有回歸的可能，便停止他的週邊商品生產、及註銷他在官方網站上的資料。

##### 回歸

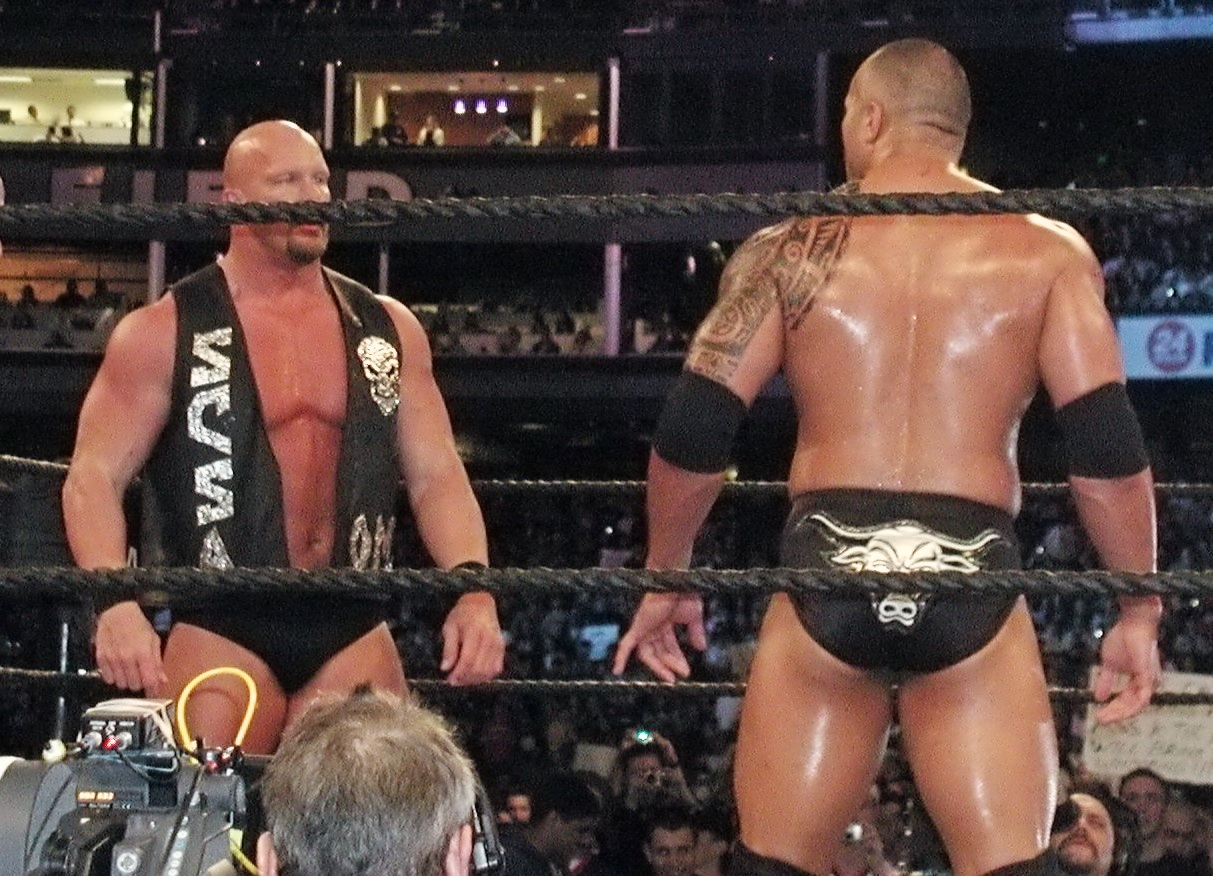
在2003年3月第19屆《摔角狂熱》面對巨石強森（右）的奧斯汀

離開WWF的奧斯汀低調不露面，之後在文斯·麥馬漢私下協調後答應在2003年復出。而回歸的奧斯汀，第一場比賽便是在2月第5屆《無路可逃》大賽對上反派經理人艾瑞克·比紹夫。
但當時奧斯汀在1998年被欧文·哈特弄出的頸傷仍無法痊癒，之後考慮年齡及健康因素下，2003年3月第19屆《摔角狂熱》大賽中與巨石強森的一對一比賽是奧斯汀在WWE最後一場正式安排賽事。
因健康因素無法再比賽的奧斯汀之後安排成與老闆文斯·麥馬漢的妻子琳達·麥馬漢、為節目上的聯合經理，並在2004年第20屆《摔角狂熱》中擔任布洛克·雷斯納與比爾·戈柏的比賽裁判。
之後2004年4月因奧斯汀與WWE聯盟仍有意見上的分歧，便再次離開了聯盟。

##### 後續
離開WWE聯盟的奧斯汀，慢慢改成在大賽中的特別裁判、或是聯盟特別節目上邀請的嘉賓。如奧斯汀便曾參與過2007年3月第23屆《摔角狂熱》、同年12月10日《RAW》節目15週年慶、或是2010年3月15日《RAW》第900集等特輯。
而奧斯汀也逐漸將重心放在影劇上的演出，如亞當·山德勒的2005年電影《鐵男總動員》，便是奧斯汀首次參與的電影作品。另外也將在2013年發表的喜劇電影《亞當等大人2》中演出。

## 擂台相關資料

### 使用招式
終結技
- 扣頸斷頭台（Stunner）

一腳踢向對手腹部，之後趁對方因疼痛沒站穩的空檔背向對手、兩手臂抓住對手頸部時將他的喉部朝自己的肩膀猛扣的招式。
在初期使用時，並未加上用腳踢對方的動作。
- 電擊槍（Stun Gun）

在使用「奇人史蒂夫·奧斯汀」為擂台名時期採用的招式，使用擂台繩圈勒住對方頸部的招式。
- 百萬美元之夢（Million Dollar Dream）

在使用「擂台大師」為擂台名時期採用的招式，即為摔角技巧中的「眼鏡蛇勒頸技」（Cobra Clutch），是在對手後方用雙前臂纏繞對方頸部的固定技。
其它代表招式
- 金臂勾（Clothesline）
- 連發踹踢（Mudhole Stomp）
- 亂拳攻擊（Multiple punches）
- 倒哉蔥撞擊（Piledriver）
- 強力型肘打（Pointed elbow drop）
- 身體撲倒（Thesz press）

### 代表台詞
- 奧斯汀福音第3章第16節的宗旨就是我要狠扁你一頓（Austin 3:16 says I just whipped your ass!）
- 如果現場的觀眾想要看○○xx這樣的戲碼,給我大喊一聲「HELL YEAH！」（If ○○xx,give me the hell yeah!）
- 以上提的這麼決定，因為是由我冷石所說的（And that's the bottomline,'cause Stone Cold said so）
- DTA、別相信任何人（DTA, Don't Trust Anybody）
- 啥？（WHAT?）

## 頭銜/評價
TWF聯盟
- 1次TWF雙打冠軍[14]

NWA聯盟
- 1次NWA雙打冠軍

WCW聯盟
- 2次WCW美國冠軍[15]
- 2次WCW電視冠軍[16]
- 1次WCW雙打冠軍[17]

WWF/WWE聯盟
- 1次WWE百萬冠軍
- 6次WWF冠軍[18]
- 2次WWF洲際冠軍[19]
- 4次WWF雙打冠軍[20]
- 1996年擂台之王優勝者[21]

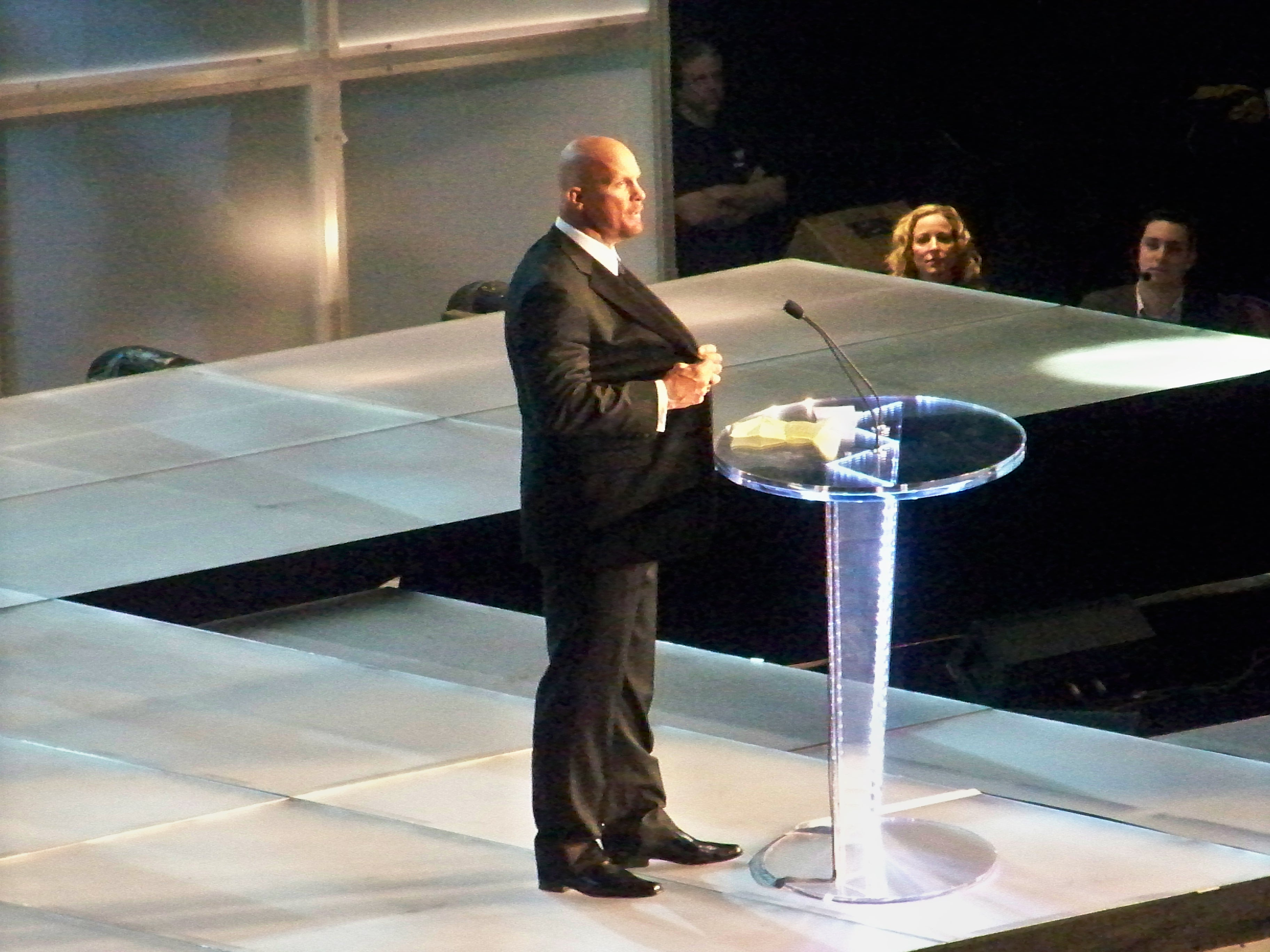
奧斯汀參與2009WWE名人堂頒獎典禮。

- 1997、1998、2001年皇家大戰優勝者[22]
- 2009年入選世界摔角娛樂名人堂

職業摔角畫報
- 1990年年度最佳新人[23]
- 1998年最受歡迎選手[24]
- 1998至1999年期間最佳前500大摔角選手首位[25]
- 1998、1999、2001年年度摔角選手[26]
- 2001年最佳反派選手[27]
- 2003年最佳前500大摔角選手第19名

## 參與影劇

### 電影
- 2005年:最长的一码
- 2006年:火線禁區
- 2009年:烈火情人
- 2010年:陌路狂殺
- 2010年:浴血任務
- 2010年:獵與殺
- 2011年:戰略力量
- 2011年:致勝一擊
- 2012年:Recoil
- 2012年:The Package
- 2012年:Maximum Conviction
- 2013年:亞當等大人2

Damage 鐵拳無敵

### 電視劇
- 1999～2000年：Nash Bridges
- 2002年：The Weakest Link
- 2005年：The Bernie Mac Show
- 2010年：宅男特務
- 2011年：Tough Enough
- 2012年：Redneck Island

### 動畫配音
- MTV名人殊死戰
- 2000年：呆伯特第2季14集：《The Delivery》

## 婚姻問題
奧斯汀第一任妻子為高中時期認識的凱瑟琳·柏露斯（Kathryn Burrhus），兩人在1990年11月24日結婚。但隨後奧斯汀成為摔角手時，迷上了他的隨行經理珍妮·克拉克（Jeannie Clark），在1992年8月7日奧斯汀與凱瑟琳離婚，並在同年12月8日改娶珍妮·克拉克。之後珍妮為奧斯汀生下倆個女兒，但在1999年5月10日奧斯汀與珍妮離婚。
2000年9月13日，奧斯汀娶了同為WWF節目女星黛布拉·馬薛爾。但在2002年6月15日，黛布拉因遭奧斯汀施暴而遭警方警告不得回去自己的住宅，之後8月14日奧斯汀因家暴問題遭警方拘捕。隨後奧斯汀付予1000美元罰款以緩刑，並被要求從事80小時的社區服務。而黛布拉事後表示著奧斯汀有濫用同化類固醇藥物的問題，並在隔年2月5日完成他們的離婚手續。而在2007年6月29日黛布拉接受福斯新聞採訪時，表示過去曾遭奧斯汀毆打三次，而因先前WWE聯盟有給予她封口費才沒透露，但WWE對黛布拉的說法不予置評。

## 外部連結
- WWE官方的冷石·史蒂夫·奧斯汀資料（页面存档备份，存于）
- 冷石·史蒂夫·奧斯汀在互联网电影资料库（IMDb）上的資料（英文）